# Pracheachon
Krom Pracheachon (transliteración del jemer: ក្រុមប្រជាជន; que se traduciría como "Grupo Popular") o simplemente llamado Pracheachon, fue un partido político camboyano de izquierda. Participó en las elecciones generales de 1955, 1958, y 1972, aunque debido al fraude electoral no fue capaz de obtener ningún escaño.
Por mucho tiempo el Pracheachon fue una organización legal que sirvió como brazo político del clandestino Partido Comunista de Kampuchea, durante la guerra civil camboyana.

## Historia

### Fundación
El partido se fundó tras los Acuerdos de Ginebra, en 1954, cuando Camboya acababa de convertirse en un estado independiente bajo la forma de una monarquía parlamentaria, y con elecciones generales previstas para el año siguiente. Muchos de los camboyanos que luchaban por la independencia (en particular, miembros del Frente Issarak Unido) se habían asociado con el Viet Minh, que ahora aceptaba retirar sus unidades de Camboya: un gran número de izquierdistas jemeres, encabezados por el veterano Issarak Son Ngoc Minh, partieron hacia Hanói, donde permanecerían durante los próximos veinte años.
Los izquierdistas que quedaron se animaron a formar un partido político legal para disputar las elecciones: éste era el Krom Pracheachon, que tenía una plataforma socialista. El Partido Comunista mismo (dirigido por Tou Samouth y Sieu Heng, y que incluyó figuras prominentes como Saloth Sar (Pol Pot) y Ieng Sary) continuó como una organización puramente clandestina. El Pracheachon fue dirigido por Non Suon, Keo Meas y Penn Yuth, todos los antiguos miembros de los Jemeres Issarak. Su símbolo electoral era un arado.

### Durante el reinado de Sihanouk
Las primeras elecciones generales de Camboya como estado reconocido, celebradas en 1955, fueron también las primeras en las que participó el Pracheachon. Solo pudo presentar 35 candidatos, debido a la presión a la que se vio sometido el partido (y todas las demás formaciones políticas del país) por parte del Sangkum, partido del Príncipe Norodom Sihanouk que obtuvo todos los escaños. El Pracheachon obtuvo oficialmente 31.034 votos a nivel nacional. Hubo acusaciones de fraude electoral masivo. Mucho tiempo más tarde, según el historiador Ben Kiernan, el propio Sihanouk reconocería el fraude, y afirmaría que, de hecho, muchos candidatos socialistas ganaron, incluso en distritos donde oficialmente no habían recibido votos.
En el período previo a las elecciones de 1958, Sihanouk se mostró profundamente preocupado por la posibilidad de que el Viet Minh y el norte vietnamita dominaran Camboya. Para coincidir con la elección, publicó una serie de artículos que trazaban la historia del comunismo camboyano. Aunque los artículos eran perceptivos en su análisis de las tácticas comunistas, subrayaron los vínculos de los izquierdistas con Vietnam y los presentaron como una amenaza a la nación camboyana. La presión sobre el Pracheachon se incrementó con carteles que mostraban edificios y trenes destruidos por el Viet Minh, y consignas como "El Pracheachon arruina a la nación y vende el país a los extranjeros" y "El Pracheachon no forma parte del Sangkum" en paredes y pancartas.
El Pracheachon fue el único partido aparte del Sangkum en presentar candidatos, presentando solo cinco. Cuatro se retiraron un día antes de la elección, alegando profundas irregularidades. Pese a todo su líder, Keo Meas, se presentó como candidato por la circunscripción de Nom Pen, debiendo enfrentarse a Nhieim Sokphai, del Sangkum. Este obtuvo una abrumadora victoria con el 97.2% de los votos, mientras que Meas solo obtuvo oficialmente 396 sufragios. Meas posteriormente huyó a la frontera con Vietnam, temiendo ser arrestado.
Años después, el Pracheachon volvió a ser objeto de medidas represivas (aparentemente por razones de "seguridad") en el período previo a las elecciones de 1962, en las que sus miembros esperaban participar. La policía de Sihanouk detuvo a catorce de sus miembros restantes, incluido el Secretario General Non Suon. Fueron acusados de poseer documentos que los incriminaban en la búsqueda del derrocamiento del régimen de Sangkum por Vietnam del Norte. Inicialmente fueron sentenciados a muerte por un tribunal militar, con las sentencias posteriormente conmutadas a cadena perpetua. El Pracheachon se disolvió, y muchos de los izquierdistas restantes huyeron de Nom Pen hacia los bosques, a excepción de varias figuras prominentes (Khieu Samphan, Hou Yuon y Hu Nim) que se habían unido al Sangkum. Alrededor de este tiempo el líder comunista Tou Samouth desapareció; y Saloth Sar asumió el liderazgo del partido clandestino.

### República Jemer y disolución
Tras el golpe de Estado de 1970 y la instauración de la República Jemer, el Pracheachon volvió a resurgir y presentó candidatos en las elecciones generales previstas para dos años más tarde, contra el Partido Social Republicano, de Lon Nol. Inicialmente se esperaba que el líder del Pracheachon fuera el izquierdista Hang Thun Hak. Sin embargo, Hak en su lugar se unió al PSR, y Penn Yuth surgió como nuevo líder del Pracheachon. Sin embargo, Yuth estaba asociado al régimen de Lon Nol y solo quería que el Pracheachon fuese una oposición "simbólica" al PSR en las elecciones. El PSD obtuvo todos los escaños, y Lon Nol fue elegido presidente. El Pracheachon se disolvió poco tiempo después.